# Cryphia minutissima
Cryphia minutissima là một loài bướm đêm trong họ Noctuidae.